# Esperanza (Santa Fe)
Esperanza is een plaats in de Argentijnse provincie Santa Fe. De plaats telt 35.877 inwoners.

## Galerij

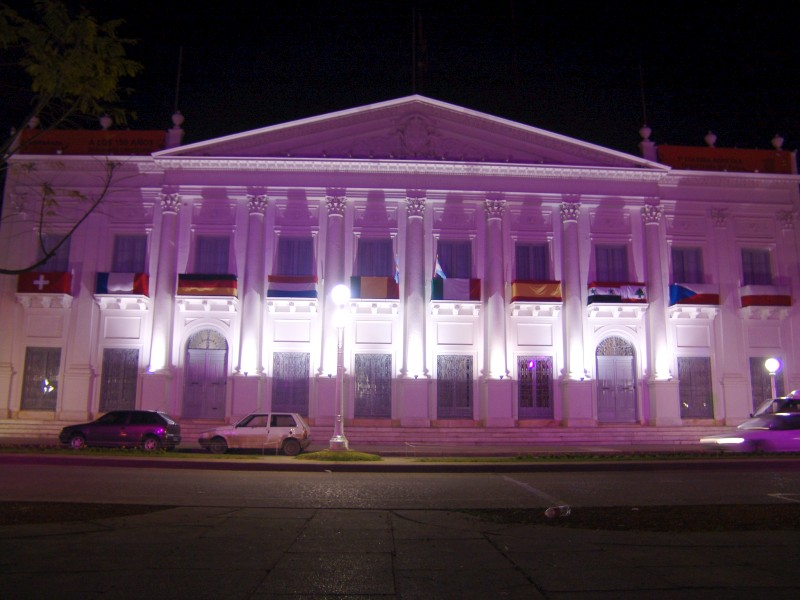
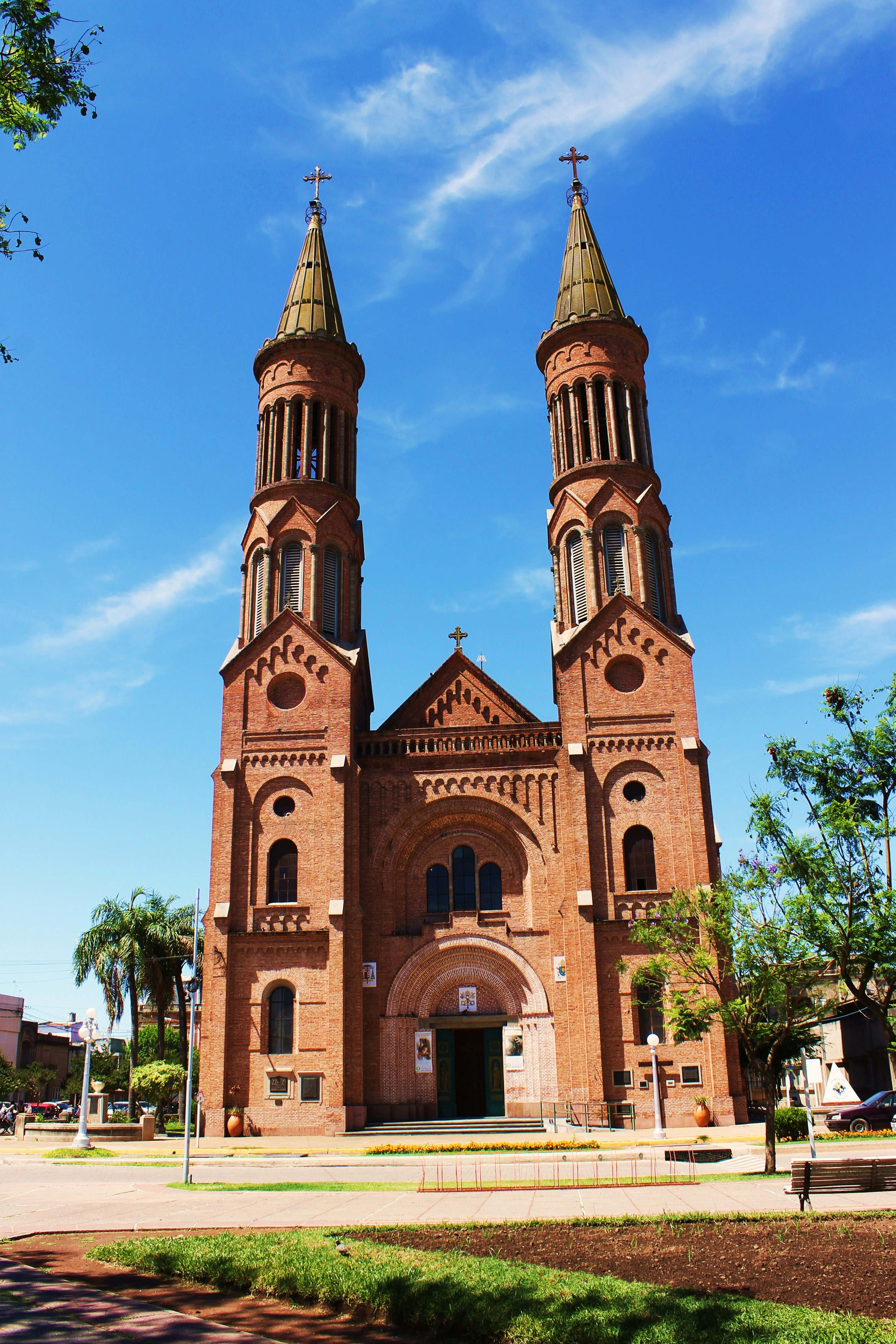
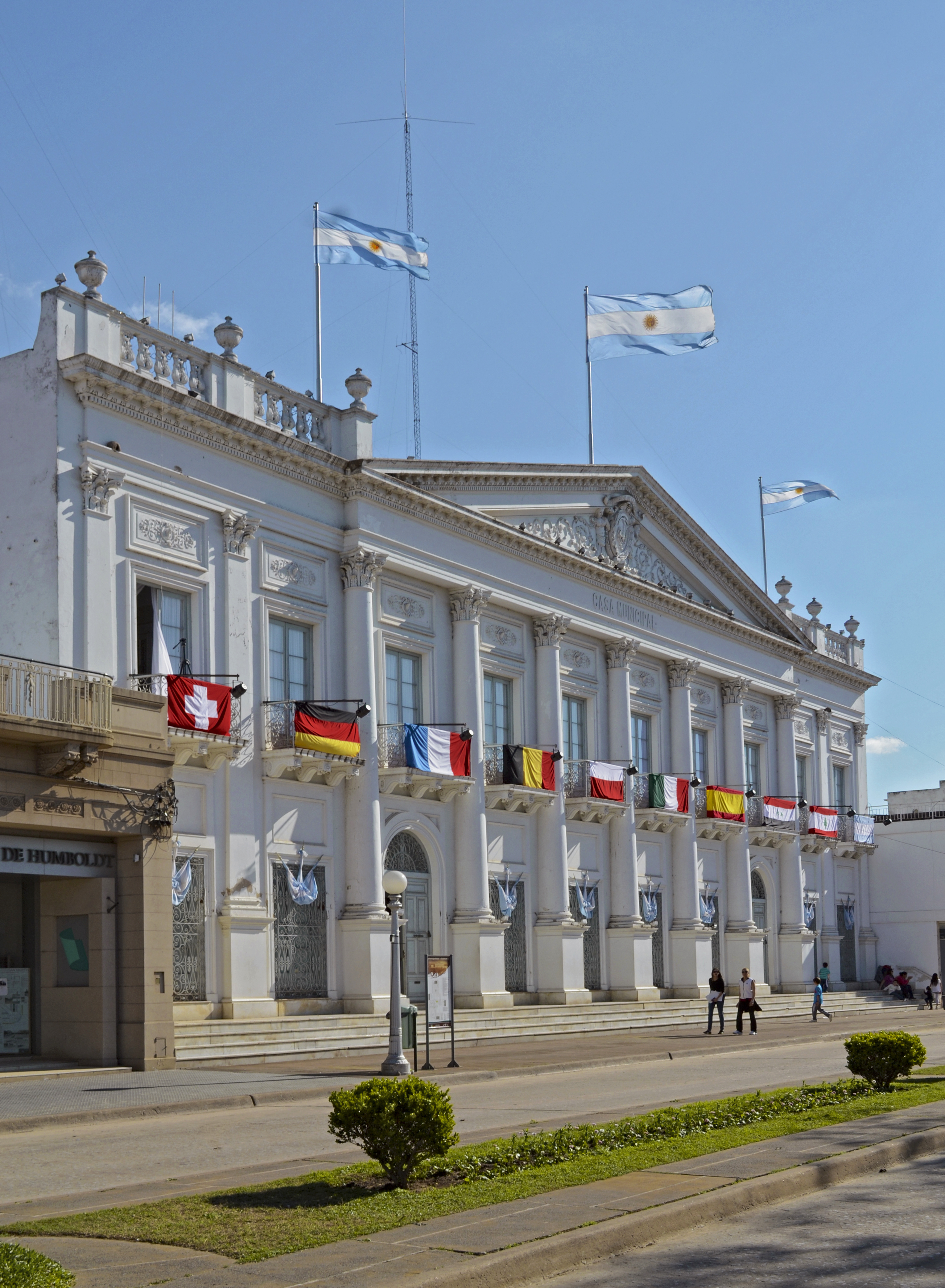